# Gérard Janichon
Gérard Janichon foi um navegador e explorador francês, nascido no Marrocos.

## Biografia
Gérard Janichon nasceu em Marrocos no dia 8/12/1945. Quando criança, ele morou no Marrocos, depois em Ain, e foi para a escola secundária em Grenoble (Isère), onde conheceu Jérôme Poncet, o filho de seu professor de matemática.
Com seu amigo, ambos sonham em navegar pelo mundo. Eles têm 17 anos de idade.
Em seu livro, "Damien:du Spitsberg au Cap Horn", Gerard Janichon escreveu "Nosso sonho era deixar a turnê do mundo. em um iate de 10 metros especialmente concebidos, e uma tripulação de três rapazes da mesma juventude. Jovem e determinado, fomos. Nós não têm um centavo, eu nunca tinha posto os pés em um veleiro e, o que é mais, é em Grenoble que passamos horas o nariz no azul do mappemondes".
É para realizar este sonho que Gerard Janichon termina seu ensino superior em 1965: nasceu o projeto "Damien". Em março de 1967, planos de controle Gerard e Jerome para o futuro Damien um arquiteto britânico Robert Tucker.
Partiu para La Rochelle, ambos estudantes de preparação completa do projeto em 1969. Em 25 de maio, eles deixaram La Rochelle para uma turnê mundial em 5 anos e 50.000 milhas de vela. Datado de Spitsbergen, no arquipélago de Svalbard, eles navegam no gelo, junte-se a Greenland, em seguida, ao longo da costa americana ao Antilhas. Eles correm ao longo da costa leste da América do Sul, pode chegar ao Cabo Horn velejar 04 de março de 1971, depois de ascender a Amazônia mais de 2 000 quilómetros. Eles vão visitar o sub-Antarctic Islands, Geórgia do Sul, Crozet, Kerguelen, Heard, Macquarie irá juntar-se Tasmânia, Austrália, Nova Caledônia antes de cruzar o Pacífico contra todos os ventos e reunir Tahiti. De lá, eles descem para a Antártida, vai molhar o Círculo Ártico antes de retornar ao Shetland do Sul, Geórgia do Sul, Argentina e Brasil. Sua turnê mundial termina em setembro de 1973 em La Rochelle.
Exibiu no Paris Boat Show em 1974, Damien.